# Attagis gayi
Attagis gayi là một loài chim trong họ Thinocoridae.